# Salvador Maldonado (militar)
Salvador Maldonado (Buenos Aires, 1839 - íd., enero de 1891) fue un militar argentino, que participó de las guerras civiles argentinas y de la Conquista del Desierto.

## Biografía
Proveniente de una familia de holgada posición económica, su padre, también llamado Salvador Maldonado, fue congresal por Córdoba y en ese carácter uno de los firmantes de la Constitución Argentina de 1826. 
Ingresó en el regimiento de Dragones de Buenos Aires en 1857 y estudió en la academia militar de la ciudad. Su primera actuación fue en la batalla de Cepeda. Después combatió en Pavón y en Cañada de Gómez a órdenes del coronel Ambrosio Sandes.
A órdenes de Sandes hizo la campaña a Cuyo, luchando contra los federales del Chacho Peñaloza en Aguadita de los Valdeses y Salinas de Moreno, y participó de los crímenes que cometía su jefe contra los prisioneros enemigos. Más tarde participó también en la campaña de 1863 contra el Chacho Peñaloza y peleó contra este en Lomas Blancas y Las Playas. Más tarde, de guarnición en Córdoba, fue condenado a prisión por varios meses, por haber asesinado a un soldado desertor de su regimiento.
En la guerra del Paraguay combatió en las batallas de Yatay, Paso de la Patria, Itapirú, Estero Bellaco, Tuyutí y Curupaytí, obteniendo varios ascensos por méritos de guerra.
Fue enviado a enfrentar la Revolución de los Colorados en 1867, como ayudante del general Wenceslao Paunero y luchó en la batalla de San Ignacio. Fue destinado a la frontera sur de Córdoba y después a la frontera norte de Buenos Aires.
En 1870 participó en la represión de la rebelión de Ricardo López Jordán, luchando en algunos combates. Se destacó en la batalla de Ñaembé, que significó la derrota definitiva de López Jordán, incorporado definitivamente al cuerpo del coronel Julio Argentino Roca.
Durante la revolución de 1874 fue arrestado al comenzar la campaña contra el ejército mitrista de Arredondo, nuevamente acusado de asesinato contra un teniente de su cuerpo de nombre Villamayor y de formar parte del asesinato del general de origen alemán Teófilo Ivanowsky. Enviado a Buenos Aires, persiguió a los rebeldes de Mitre después de la batalla de La Verde, bajo el mando de Luis María Campos.
En julio de 1875 fue nombrado comandante de la línea de frontera Costa Sur, con asiento en Tres Arroyos, y se destacó al repeler una invasión de indígenas a la zona de Olavarría. Tuvo algunos otros encuentros menores con los indígenas.
El 5 de junio de 1876 fundó la ciudad de Puán, donde creó el Regimiento de Lanceros por la "necesidad de pelear al indio con sus propias armas". 
Durante la campaña al desierto del ministro Adolfo Alsina comandó una de las columnas principales, llamada División Púan, tomando a su cargo el regimiento Nro 11 de caballería de línea “General Lavalle” (hoy Regimiento de Caballería de Tanques 11). Participó de la Conquista del desierto, dirigida por el general Roca, a órdenes del coronel Manuel J. Campos.
En 1876 logra un acuerdo con el cacique Manuel Namuncurá por el cual este se abstiene de atacar la línea al norte del río Negro a cambio de una serie de requerimientos que incluían dinero, ganado, granos, ropa y "divertimentos", nombre con el que se conocían a la yerba, tabaco, jabón, etc. El acuerdo se sella mediante el casamiento de Maldonado con la hija de Namuncurá. Aunque ninguno de los firmantes cumpliría con su parte de lo pactado, este acuerdo significa el retiro efectivo de las tribus ranqueles de la línea que va de Choele Choel hasta el río Limay.
Entre 1876 y 1879 oficia como Jefe del Regimiento I de Caballería "Coronel Brandsen" (hoy Regimiento de Caballería de Tanques I) con asiento en Villaguay, provincia de Entre Ríos.
En 1880 era comandante militar de Concordia, donde aplastó en sus inicios el intento de los liberales correntinos de apoyar la revolución porteña de Carlos Tejedor. Trasladado a Buenos Aires, defendió el pueblo de Flores de un intento de ataque porteño, lanzado desde la zona de Once. Por méritos de guerra fue ascendido al grado de coronel. Más tarde fue jefe del regimiento de milicias de caballería número 1 de Buenos Aires.
Falleció en Buenos Aires en enero de 1891 por complicaciones de una infección. Sus restos reposan en el Panteón de los Héroes de la Guerra del Paraguay, en el Cementerio de la Recoleta.